# Grenfell (Saskatchewan)
Pour les articles homonymes, voir Grenfell.
Grenfell est une ville du sud-est de la Saskatchewan au Canada.

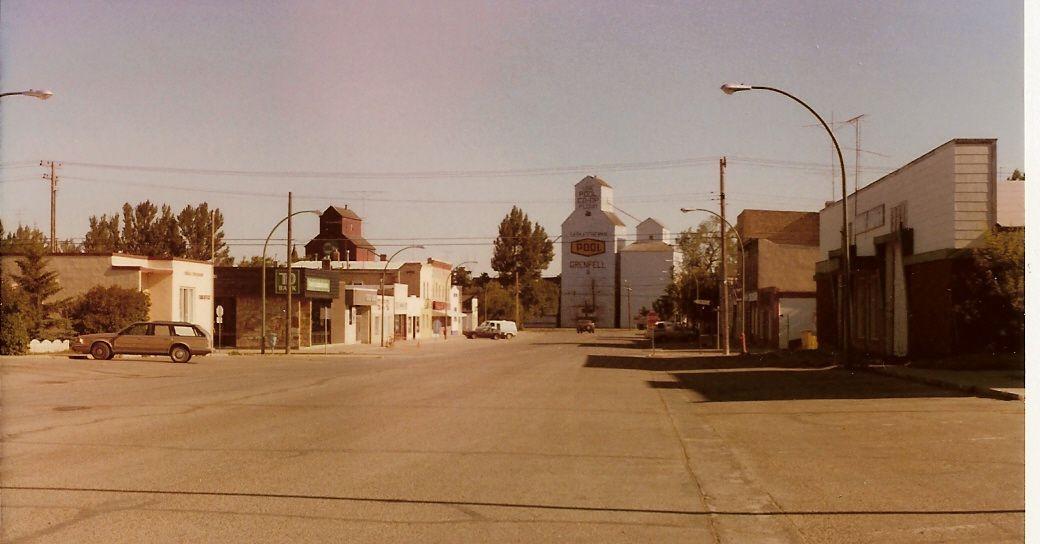
Rue principale de Grenfell.

Sa population était de 1 099 habitants en 2016.

## Annexe